# Rydsnäs
Rydsnäs è un'area urbana della Svezia situata nel comune di Ydre, contea di Östergötland.
La popolazione risultante dal censimento 2010 era di 277 abitanti .